# La recerca de la rosa
La recerca de la rosa és un àlbum de còmic eroticofantàstic creat per l'autora Sarybomb i publicat el 2025 pel segell Sextories.
Fins a l'edició de Rose Quest, en els sis anys d'existència Sextories només havia publicat fanzines i monogràfics sobretot en castellà, però el bon moment econòmic de l'empresa féu possible no només l'edició catalana de l'àlbum, sinó també la distribució a llibreries ja que, fins llavors, llurs publicacions es venien sols en el web, en sex-shops o en esdeveniments com el Saló del Còmic o la Diada de Sant Jordi.
El guió, en anglés en la versió original, ha sigut traduït per Oriol Estefanell, un treball per al qual ha utilitzat un registre arcaic adient al rerefons medieval i fantàstic, després de constatar que, en el seu entorn, l'argot sexual està impregnat de castellanismes. Això no obstant, La recerca de la rosa empalma amb precursors de l'erotisme en català com la premsa sicalíptica de la Segona República Espanyola (El Papitu, El Nandu, La Tuia o La Figa), la literatura contemporània d'Ofèlia Dracs o Manuel de Pedrolo i fins i tot Les excursionistes calentes, considerada la primera pel·lícula porno catalana, encara que d'historietes explícites sexualment en català n'hi ha menys exemples.
L'argument, inspirat en la llegenda de Sant Jordi, el drac i la rosa ―la rondalla preferida de l'autora―, s'allunya del component heroic per a oferir un encontre entre els tres protagonistes.